# Amastus oleagina
Amastus oleagina là một loài bướm đêm thuộc phân họ Arctiinae, họ Erebidae.